# Kalameshwar
Kalameshwar (o Kalmeshwar) è una città dell'India di 17.241 abitanti, situata nel distretto di Nagpur, nello stato federato del Maharashtra. In base al numero di abitanti la città rientra nella classe IV (da 10.000 a 19.999 persone).

## Geografia fisica
La città è situata a 21° 15' 02 N e 78° 55' 09 E.

## Società

### Evoluzione demografica
Al censimento del 2001 la popolazione di Kalameshwar assommava a 17.241 persone, delle quali 8.992 maschi e 8.249 femmine. I bambini di età inferiore o uguale ai sei anni assommavano a 2.189, dei quali 1.105 maschi e 1.084 femmine. Infine, coloro che erano in grado di saper almeno leggere e scrivere erano 13.225, dei quali 7.387 maschi e 5.838 femmine.